# Paflagònia (tema)
|  | No s'ha de confondre amb Paflagònia. |

El tema de Paflagònia en grec medieval θέμα Παφλαγονίας, va ser una província o tema de l'Imperi Romà d'Orient situada a la regió homònima al llarg de la costa nord d'Anatòlia, a l'actual Turquia.

## Història
Es menciona per primera vegada el tema i l'estrateg que la dirigia el novembre del 826 i sembla que s'havia creat al voltant de l'any 820. El territori del tema correspondria amb l'antiga província de Paflagònia que es va incorporar als temes d'Opsícion i dels Buccel·laris. La seva capital administrativa i eclesiàstica va seguir sent la mateixa que durant l'antiguitat, és a dir Gangra. Warren Treadgold (que sobretot destaca que Paflagònia pertanyia al tema dels Armeníacs i no al dels Buccel·laris) suggereix que la reaparició de Paflagònia com a província independent estava lligada a l'aparició de l'amenaça per l'activitat naval de la Rus' a la mar Negra. Segons els geògrafs àrabs Ibn Khurradàdhbih i Ibn al-Faqih, la província comptava amb 5.000 soldats i cinc llocs fortificats. La notable excepció a l'organització tradicional d'un tema era l'existència d'un catepanat responsable d'un esquadró naval amb seu a Amastris d'Heracleia.
Després de la batalla de Mantziciert, la major part de la regió va caure en mans dels seljúcides. Les campanyes de Joan II Comnè a la dècada del 1130 van permetre als romans d'Orient ocupar la costa, però l'interior va seguir controlat pels turcs. Després de la Quarta Croada, Paflagònia va quedar sota el control de David Comnè de l'Imperi de Trebisonda, però, el 1214, l'emperador de Nicea Teodor I Làscaris va conquerir la part occidental de la regió fins a Amastris. Va seguir en mans dels romans d'Orient fins a finals del segle xiv quan va caure sota el control dels turcs o dels genovesos.